# Cacica
Cacica is een Roemeense gemeente in het district Suceava.

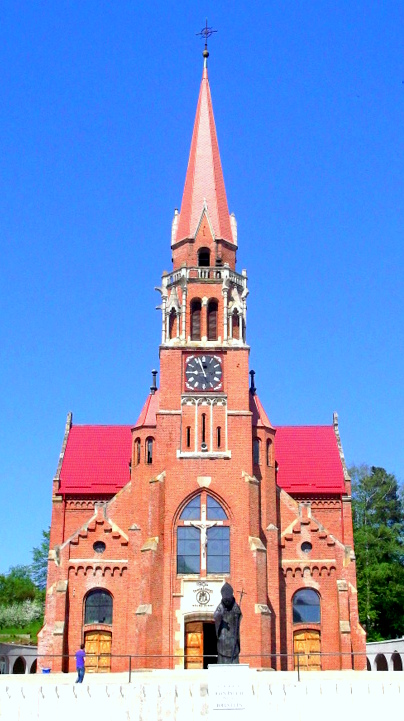
Rooms-katholieke kerk van Cacica

Cacica telt 4342 inwoners.